# 城南镇 (宁化县)
城南镇，原为城南乡是中国福建省三明市宁化县下辖的一个乡。2018年撤乡设镇。区划代码改为350424110。

## 行政区划
城南镇共辖9个村委会，分别是：
上坪村、城南村、鱼龙村、水口村、横锁村、肖家村、龙下窠村、青塘村和茜坑村。